# 包启发
包启发（1964年—），汉族，北京人，中共党员，工商管理硕士，毕业于马斯特里赫特管理学院，现任海航集团董事会董事，海航航空集团有限公司董事长。
1993年加入海航集团。历任长安航空董事、副董事长、总经理，海航集团执行副总裁，扬子江快运航空首席执行官、董事长，天津航空董事长，海航神鹿新能源控股有限公司董事长兼总裁，天津神鹿能源有限公司董事长等职务。2021年，任海航集团董事会董事，海航航空集团有限公司董事长。2022年3月被警方带走。